# Bizen (Okayama)
Pour les articles homonymes, voir Bizen.
Bizen (備前市, Bizen-shi) est une municipalité ayant le statut de ville dans la préfecture d'Okayama, au Japon. Elle est connue pour sa céramique traditionnelle et son ostréiculture.  

## Géographie

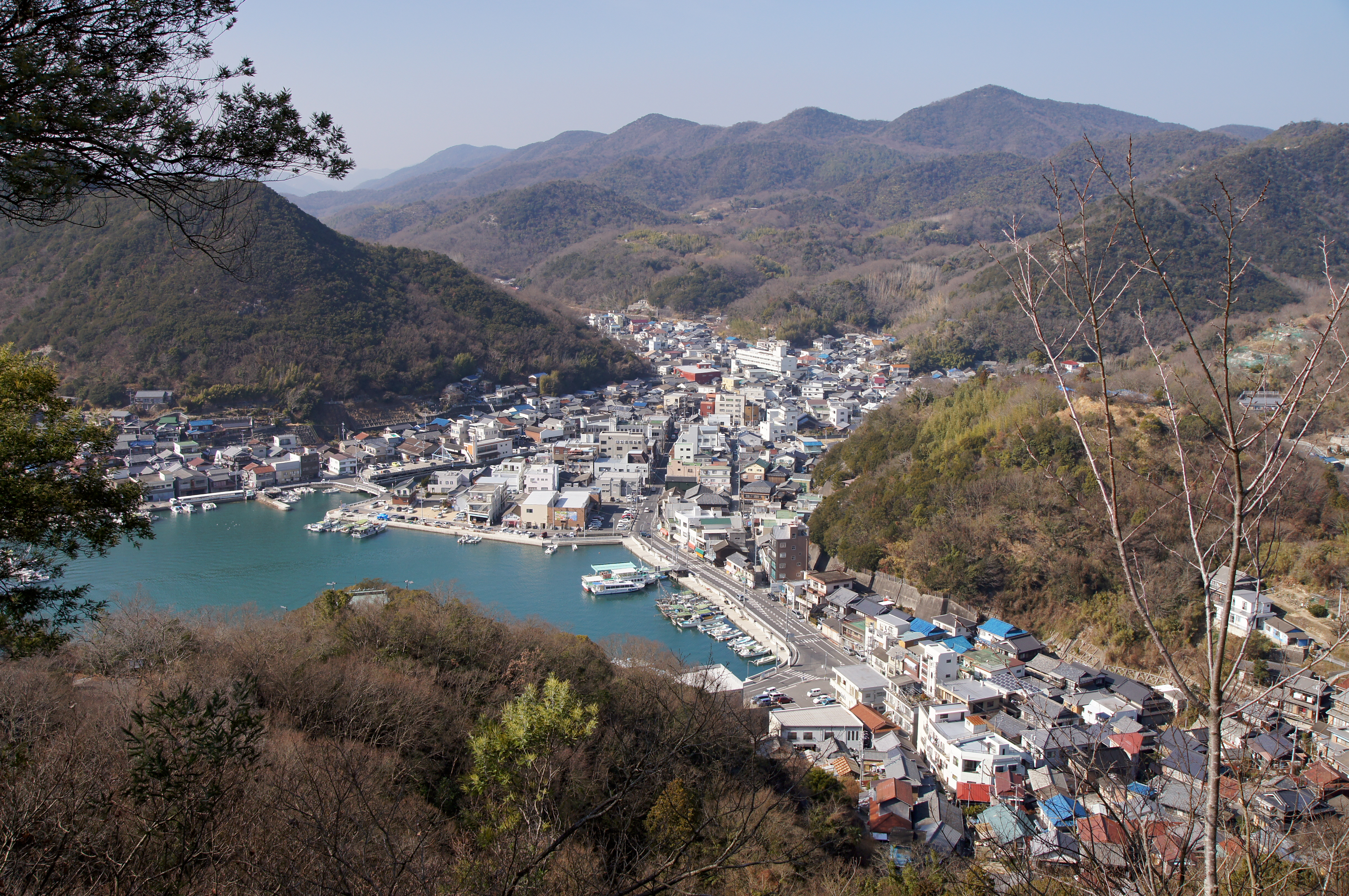
Port de Hinase à Bizen.

### Situation
Bizen est située dans le sud-est de la préfecture d'Okayama. Elle est bordée par la mer intérieure de Seto, au sud.

### Municipalités limitrophes
| Wake            | Mimasaka               | Sayō     |
| Akaiwa, Okayama | Bizen                  | Kamigōri |
| Setouchi        | mer intérieure de Seto | Akō      |

### Démographie
En décembre 2023, la population de la ville de Bizen était de 31 473 habitants, répartis sur une superficie de 258,14 km2.

### Climat
Bizen a un climat subtropical humide avec des étés très chauds et des hivers frais. La température moyenne annuelle est de 15,9 °C. La pluviométrie annuelle moyenne est de 1 460 mm, septembre étant le mois le plus humide.

## Histoire
La région de Bizen fait partie de l'ancienne province de Bizen et est célèbre pour sa céramique depuis l'époque de Kamakura. Durant l'époque d'Edo, la région faisait partie du domaine d'Okayama.
À la suite de la création du système de municipalités modernes le 1er avril 1889, le village d'Imbe est créé. Il obtient le statut de bourg le 1er avril 1912. Le 1er avril 1951, Imbe fusionne avec Kakakami pour former la ville de Bizen. Le 22 mars 2005, les bourgs de Hinase et Yoshinaga sont intégrés à Bizen.

## Culture locale et patrimoine

### Patrimoine architectural

#### Édifices civils
Bizen possède une école du XVIIIe siècle, l’école Shizutani, située dans le sud de la ville et dont l'auditorium est classé trésor national depuis 1897.

#### Édifices religieux
- Kōken-ji

## Transports
La ville est desservie par les lignes Sanyō et Akō de la JR West.

## Personnalités liées à la ville
- Shunkin (1779-1846), peintre
- Shimizu Shikin (1868-1933), romancière
- Hakuchō Masamune (1879-1962), écrivain
- Atsuo Masamune (1881-1958), poète et professeur
- Kei Fujiwara (1899-1983), céramiste
- Yū Fujiwara (1932-2001), céramiste
- Jun Isezaki (né en 1936), céramiste